# Мишель, Фриц-Уильям
Фриц-Уи́льям Мише́ль (гаит. креол. Fritz-William Michel; фр. Fritz-William Michel); род. 1980, Порт-о-Пренс, Гаити) — исполняющий обязанности премьер-министра Гаити с 22 июля 2019 по 2 марта 2020 года. Парламент Гаити объявил, что его ратификация в качестве официального премьер-министра отложена на неопределённый срок. Ранее он был главным бухгалтером в Министерстве экономики и финансов с 2009 по 2011 год.

## Биография
Мишель родился в 1980 или 1981 году. Он является сотрудником Министерства экономики и финансов. В мае 2019 года он был назначен министром планирования и внешнего сотрудничества в правительстве Жана-Мишеля Лапена.
Мишель назначен премьер-министром Гаити 22 июля 2019 года. 25 июля он формирует своё правительство, сохраняя свой первоначальный портфель. После своего выдвижения он спровоцировал спор о старых твиттах с критикой оппозиции и поддержкой Марин Ле Пен и Дональда Трампа. Создана комиссия для анализа этих документов на уровне палаты депутатов.
2 марта 2020 года ушёл в отставку, де-юре так и не вступив в должность (хотя нижняя палата парламента утвердила его назначение 76 голосами «за» при трёх воздержавшихся, в Сенате аналогичный вопрос вообще не ставился на голосование).